# Frauen-Eishockeynationalmannschaft der Vereinigten Arabischen Emirate
Die Fraueneishockeynationalmannschaft der Vereinigten Arabischen Emirate ist eine Auswahl von Spielerinnen der Vereinigten Arabischen Emirate, die von der UAE Ice Sports Federation bestimmt werden, um das Land auf internationaler Ebene zu repräsentieren.

## Geschichte
Die Fraueneishockeynationalmannschaft der Vereinigten Arabischen Emirate nahm erstmals beim IIHF Women’s Challenge Cup of Asia 2014 in Hongkong an einem internationalen Turnier teil. Nach einer deutlichen Auftaktniederlage gegen Thailand (0:12) am 26. Dezember 2013, dem ersten Länderspiel der Mannschaft überhaupt und der bislang höchsten Niederlage, gewann man am folgenden Tag gegen Singapur (6:7 n. V.) erstmals einen Punkt bei einem Turnier. Zum Turnierabschluss unterlagen die Auswahl der VAE dem Gastgeber Hongkong mit 0:9. Mit einem Punkt belegten die Vereinigten Arabischen Emirate schließlich den vierten und somit letzten Platz beim IIHF Challenge Cup.
Den ersten Sieg in der Geschichte des Frauenteams erreichten die VAE im März 2017 beim IIHF Women’s Challenge Cup of Asia 2017 in Bangkok.

## Platzierungen

### Challenge Cup of Asia
- 2014 – 8. Platz (4. Division I)
- 2017 – 6. Platz
- 2018 – 6. Platz (2. Division I)
- 2019 – 7. Platz (2. Division I)
- 2023 – 7. Platz
- 2024 – 3. Platz
- 2025 – 5. Platz